# Diāna Marcinkēviča
Diāna Marcinkēviča (* 3. August 1992 in Riga) ist eine lettische Tennisspielerin.

## Karriere
Marcinkēviča, die laut ITF-Profil den Hartplatz bevorzugt, begann im Alter von sieben Jahren mit dem Tennissport. Auf Turnieren des ITF Women’s Circuit gewann sie bislang acht Einzel- und 31 Doppeltitel.
2009 spielte sie das erste Mal für die lettische Billie-Jean-King-Cup-Mannschaft. Im Einzel gewann sie seither neun ihrer 31 Partien im Billie Jean King Cup, im Doppel stehen 15 Siegen neun Niederlagen gegenüber. Sie ist damit Rekordhalterin als die Spielerin mit den meisten Teilnahmen (37) über den längsten Zeitraum (zwölf Jahre in der Mannschaft).

## Turniersiege

### Einzel
| Nr. | Datum            | Turnier         | Kategorie   | Belag             | Finalgegnerin         | Ergebnis        |
| --- | ---------------- | --------------- | ----------- | ----------------- | --------------------- | --------------- |
| 1.  | 16. August 2009  | Tallinn         | ITF $10.000 | Hartplatz         | Hanna Orlik           | 2:6, 7:5, 7:69  |
| 2.  | 8. Mai 2011      | Petroupoli      | ITF $10.000 | Hartplatz         | Despina Papamichail   | 5.7, 7:5, 6:3   |
| 3.  | 27. Juli 2013    | Wrexham         | ITF $25.000 | Hartplatz         | Jovana Jakšić         | 5:7, 7:5, 6:2   |
| 4.  | 26. Oktober 2014 | Ciudad Victoria | ITF $25.000 | Hartplatz         | Paula Badosa Gibert   | 6:72, 6:3, 6:1  |
| 5.  | 1. Mai 2016      | Iraklio         | ITF $10.000 | Hartplatz         | Sara Cakarevic        | 6:1, 6:3        |
| 6.  | 9. Dezember 2016 | Solapur         | ITF $10.000 | Hartplatz         | Anastassija Gassanowa | 6:3, 7.64       |
| 7.  | 3. November 2018 | Wirral          | ITF $25.000 | Hartplatz (Halle) | Arantxa Rus           | 7.62, 0:6, 7.64 |
| 8.  | 27. August 2023  | Verbier         | ITF W25     | Sand              | Conny Perrin          | 6:3, 6:4        |

### Doppel
| Nr. | Datum              | Turnier                 | Kategorie   | Belag             | Partnerin               | Finalgegnerinnen                           | Ergebnis           |
| --- | ------------------ | ----------------------- | ----------- | ----------------- | ----------------------- | ------------------------------------------ | ------------------ |
| 1.  | 29. September 2008 | Mytilene                | ITF $10.000 | Hartplatz         | Renata Bakieva          | Eirini Georgatou Jade Hopper               | 6:1, 6:3           |
| 2.  | 3. August 2009     | Savitaipale             | ITF $10.000 | Sand              | Hanna Orlik             | Malou Ejdesgaard Ester Masuri              | 4:6, 6:2, [10:5]   |
| 3.  | 10. August 2009    | Tallinn                 | ITF $10.000 | Hartplatz         | Hanna Orlik             | Jade Hopper Lisa Marshall                  | 6:1, 0:6, [10:7]   |
| 4.  | 26. Juli 2010      | Tampere                 | ITF $10.000 | Sand              | Irina Kuzmina           | Amandine Hesse Monika Tůmová               | 6:4, 6:2           |
| 5.  | 2. August 2010     | Savitaipale             | ITF $10.000 | Sand              | Alexandra Artamonova    | Nina Munch-Søgaard Katariina Tuohimaa      | 6:2, 6:3           |
| 6.  | 6. September 2010  | Larisa                  | ITF $10.000 | Hartplatz         | Alexandra Artamonova    | Claudia-Gianina Dumitrescu Diana Isaeva    | 6:1, 6:1           |
| 7.  | 16. Mai 2011       | Rethymno                | ITF $10.000 | Hartplatz         | Alexandra Artamonova    | Anna Fitzpatrick Jade Windley              | 6:2, 6:3           |
| 8.  | 30. Januar 2012    | Sunderland              | ITF $25.000 | Hartplatz (Halle) | Justyna Jegiołka        | Martina Caciotti Anastasia Grymalska       | 6:4, 2:6, [10:6]   |
| 9.  | 27. Februar 2012   | Bron                    | ITF $10.000 | Hartplatz (Halle) | Despina Papamichail     | Justine Ozga Isabella Shinikova            | 7:5, 7:5           |
| 10. | 5. März 2012       | Dijon                   | ITF $10.000 | Hartplatz (Halle) | Despina Papamichail     | Jana Sisikowa Alison Van Uytvanck          | 7:5, 7:67          |
| 11. | 25. Mai 2012       | Brescia                 | ITF $25.000 | Sand              | Corinna Dentoni         | Tereza Mrdeža Maša Zec Peškirič            | 6:2, 6:1           |
| 12. | 30. September 2012 | Clermont-Ferrand        | ITF $25.000 | Hartplatz (Halle) | Bibiane Schoofs         | Samantha Murray Jade Windley               | 6:3, 6:0           |
| 13. | 15. Oktober 2012   | Glasgow                 | ITF $25.000 | Hartplatz (Halle) | Justyna Jegiołka        | Nicole Clerico Anna Zaja                   | 6:2, 6:1           |
| 14. | 27. April 2013     | Chiasso                 | ITF $25.000 | Sand              | Aljaksandra Sasnowitsch | Nicole Clerico Giulia Gatto-Monticone      | 6:72, 6:4, [10:7]  |
| 15. | 31. August 2013    | Fleurus                 | ITF $25.000 | Sand              | Irina Chromatschowa     | Gabriela Cé Daniela Seguel                 | 6:4, 6:3           |
| 16. | 4. Mai 2014        | Wiesbaden               | ITF $25.000 | Sand              | Viktorija Golubic       | Julia Glushko Mandy Minella                | 6:4, 6:3           |
| 17. | 13. Juli 2015      | Aschaffenburg           | ITF $25.000 | Sand              | Aljona Sotnykowa        | Alona Fomina Sofija Kowalez                | 3:6, 6:4, [10:5]   |
| 18. | 19. September 2016 | Saint-Malo              | ITF $50.000 | Sand              | Lina Gjorcheska         | Alexandra Cadanțu Jaqueline Cristian       | 3:6, 6:3, [10:8]   |
| 19. | 14. November 2016  | Sowade                  | ITF $25.000 | Teppich (Halle)   | Justyna Jegiołka        | Ilona Kremen Vera Lapko                    | 6:4, 7:5           |
| 20. | 3. März 2017       | Mâcon                   | ITF $15.000 | Hartplatz (Halle) | Ilona Kramen            | Alice Matteucci Camilla Rosatello          | 6:75, 7:61, [10:4] |
| 21. | 17. März 2017      | Gonesse                 | ITF $15.000 | Sand (Halle)      | Ilona Kramen            | Hanna Posnichirenko Jekaterina Jaschina    | 6:1, 6:4           |
| 22. | 7. April 2017      | Dijon                   | ITF $15.000 | Hartplatz (Halle) | Rebeka Masarova         | Victoria Muntean Anastasia Zarycká         | 6:4, 6:3           |
| 23. | 8. September 2017  | Balatonboglár           | ITF $25.000 | Sand              | Irina Chromatschowa     | Ágnes Bukta Vivien Juhászová               | 6:4, 6:3           |
| 24. | 24. September 2017 | Saint-Malo              | ITF $60.000 | Sand              | Daniela Seguel          | Irina Maria Bara Mihaela Buzarnescu        | 6:3, 6:3           |
| 25. | 22. Dezember 2017  | Navi Mumbai             | ITF $25.000 | Hartplatz         | Georgina García Pérez   | Pranjala Yadlapalli Tamara Zidanšek        | 6:0, 6:1           |
| 26. | 25. Februar 2018   | Altenkirchen            | ITF $25.000 | Teppich (Halle)   | Katarzyna Piter         | Valentini Grammatikopoulou Maryna Zanevska | kampflos           |
| 27. | 25. Juli 2021      | Les Contamines-Montjoie | ITF W25     | Hartplatz         | Chiara Scholl           | María Carlé Ylena In-Albon                 | 3:6, 6:2, [10:7]   |
| 28. | 16. Oktober 2021   | Lagos                   | ITF W25     | Hartplatz         | Yuan Yue                | Miriam Kolodziejová Jesika Malečková       | kampflos           |
| 29. | 1. Januar 2022     | Navi Mumbai             | ITF W25     | Hartplatz         | Schibek Qulambajewa     | Anna Danilina Walerija Strachowa           | 6:3, 4:6, [10:6]   |
| 30. | 18. Februar 2023   | Jhajjar                 | ITF W15     | Sand              | Fanny Östlund           | Vaidehi Chaudhari Zeel Desai               | 6:2, 6:1           |
| 31. | 23. August 2024    | Verbier                 | ITF W35     | Sand              | Haley Giavara           | Inès Ibbou Naïma Karamoko                  | 2:6, 6:3, [10:7]   |